# Roger K. Furse
Roger Kemble Furse (* 11. September 1903 in Ightham, England; † 19. August 1972) war ein britischer Kostüm- und Szenenbildner, der bei der Oscarverleihung 1949 sowohl den Oscar für das beste Kostümdesign als auch den für das beste Szenenbild erhielt.

## Biografie
Der Sohn des späteren Generalleutnants Sir William Furse studierte nach dem Besuch des Eton College an der Slade School of Fine Art in London.
Mitte der 1940er Jahre begann er als Kostüm- und Szenenbildner bei Filmproduktionen und wirkte nach seinem Debüt bei der Verfilmung von Heinrich V. (1944) von Laurence Olivier bei der Erstellung von rund einem Dutzend Filmen mit.
1949 erhielt er sowohl für das beste Kostümdesign als auch für das beste Szenenbild (hierbei zusammen mit Carmen Dillon) in dem Schwarzweißfilm Hamlet (1948) von Laurence Olivier den Oscar in diesen Kategorien.
Weitere Filme, an denen er mitwirkte, waren Ivanhoe – Der schwarze Ritter (1952) von Richard Thorpe und Richard III. (1955) sowie Der Prinz und die Tänzerin (1957) von Laurence Olivier.
Für das Szenenbild bei der Broadway-Inszenierung von Duel of Angels wurde er 1961 für den Tony Award für das beste Bühnenbild nominiert.
Seine Arbeit mit Laurence Olivier setzte sich auch im Theater fort wie zum Beispiel bei Oliviers Inszenierung von John Fords Drama The Broken Heart im Festival Theatre von Chichester am 9. Juli 1963 mit Olivier, Robert Lang, John Neville, Joan Greenwood, Keith Michell, Peter Woodthorpe, Rosemary Harris, Fay Compton sowie Alan Howard.
Seine Ehefrau Margaret Furse erhielt 1970 ebenfalls den Oscar für das beste Kostümdesign und war darüber hinaus mehrfach hierfür nominiert. Das von Furse von ihr gemalte Porträtbild ist Teil der ständigen Ausstellung der National Portrait Gallery in London.
Seine jüngere Schwester war die Film- und Theaterschauspielerin Judith Furse.